# 인도네시아의 미술
인도네시아의 미술을 정의하는 것은 국가의 다양성을 이유로 상당히 어렵다. 인도네시아는 17.000개 섬으로 구성된 군도 국가이다. 인도네시아는 긴 역사를 지니고 있으며 각기 구별되는 미술이 존재한다.
미술사적으로 주목하여야 할 것은 수마트라·자바·발리 등 3개 섬인데, 여기서는 불교사원 보로부두르의 유구(遺構)를 중심으로 기술한다. 힌두 팽창 현상의 하나로서, 중부(中部) 자바의 디엔 고원(高原)에 7세기∼8세기의 힌두교 사당 몇 개가 있다. 보로부두르는 8세기∼9세기경 건립(建立)된 것으로서 전고(全高) 31.5m, 최하층의 일변(一邊)의 길이 111.5m의 방형기단(方形基壇) 위에 쌓아 올린 일종의 스투파 건축이다. 굴곡(屈曲) 많은 복잡한 5층기단(五層基壇)에 각기 지붕이 없는 회랑을 만들고, 그 위에 원형층(圓形層)을 삼중(三重)으로 쌓아 정상에 종형(鍾形)의 스투파를 붙이고 있다. 중앙의 대(大)스투파를 중심으로 건축 배치와 구성은 기하학적 균제(均齊)와 정연(整然)의 미(美)를 보여, 극히 주도(周到)한 설계 계산에 의해 만들어졌음을 나타내고 있다. 복잡한 건축 세부에도 불구하고 통일원리(統一原理)를 갖는 듯한 이 건물은 만다라(曼茶羅)의 입체적 조형화나 연화장세계(蓮華藏世界)의 구체적 표현의 제 설(諸說)이 있으나 수수께끼에 싸여 해결을 못 보고 있다. 방형단(方形壇)의 네 구석에 불감(佛龕)이 있고, 원형층(圓形層)에 나란히 이어진 소탑형 공간(小塔形空間)에도 불상이 안치되어 있으며, 회랑벽(回廊壁)에는 불전(佛傳)과 본생담(本生譚)의 부조(浮彫)가 있어 굽타 고전조각의 조형을 답습(踏襲)한 뛰어난 표현이 나타나 있다.

## 갤러리

인도네시아의 미술
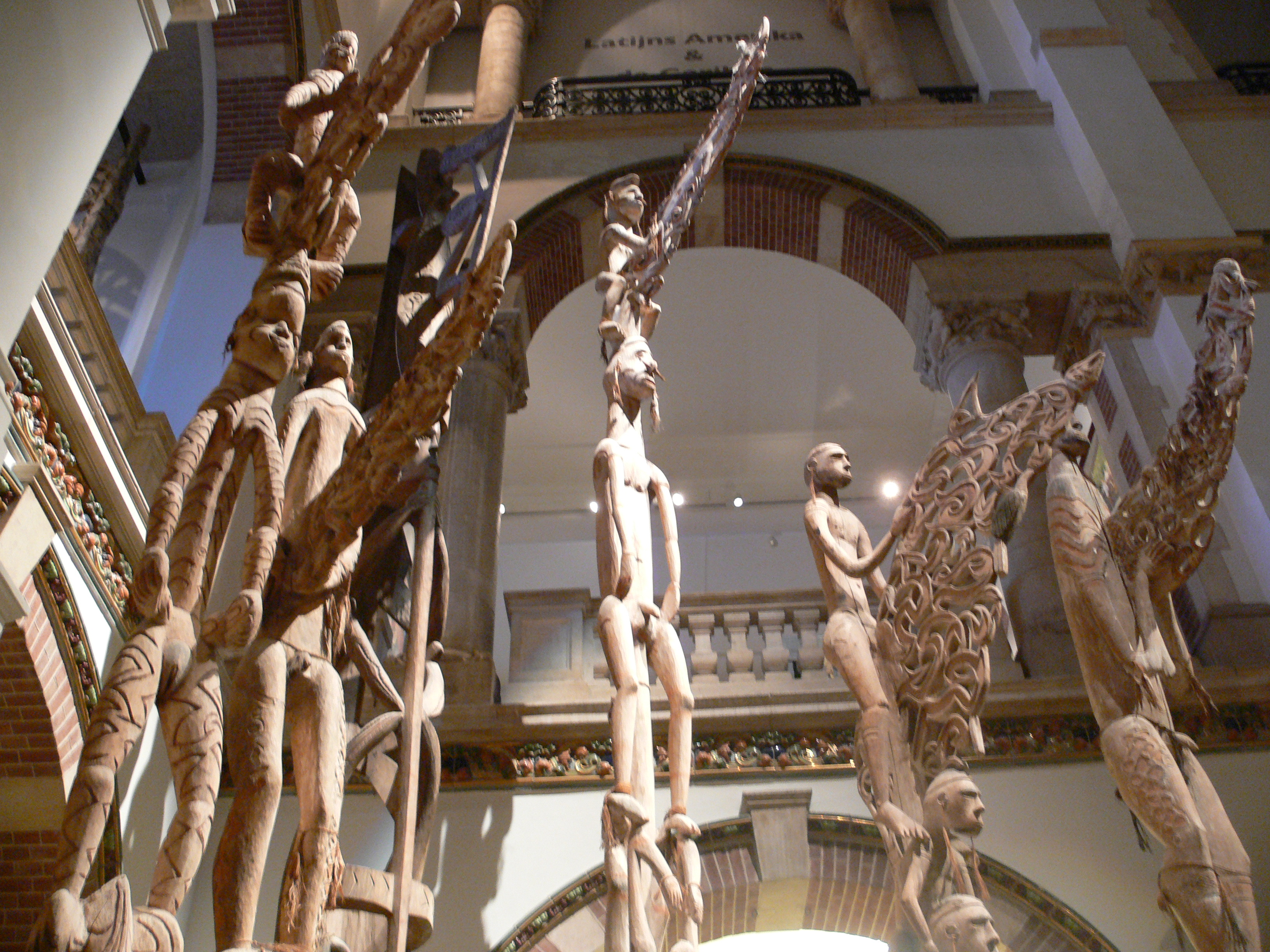
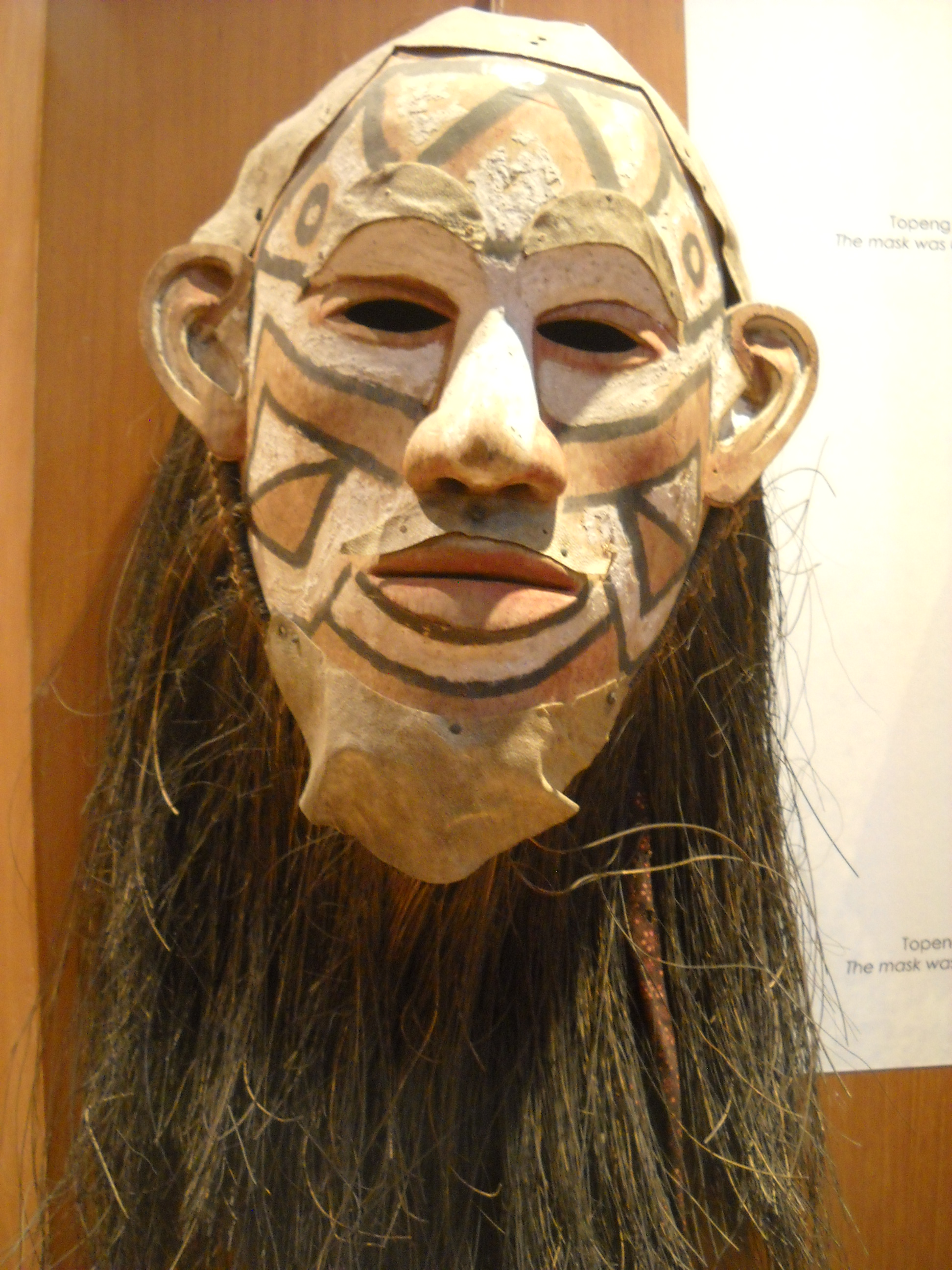
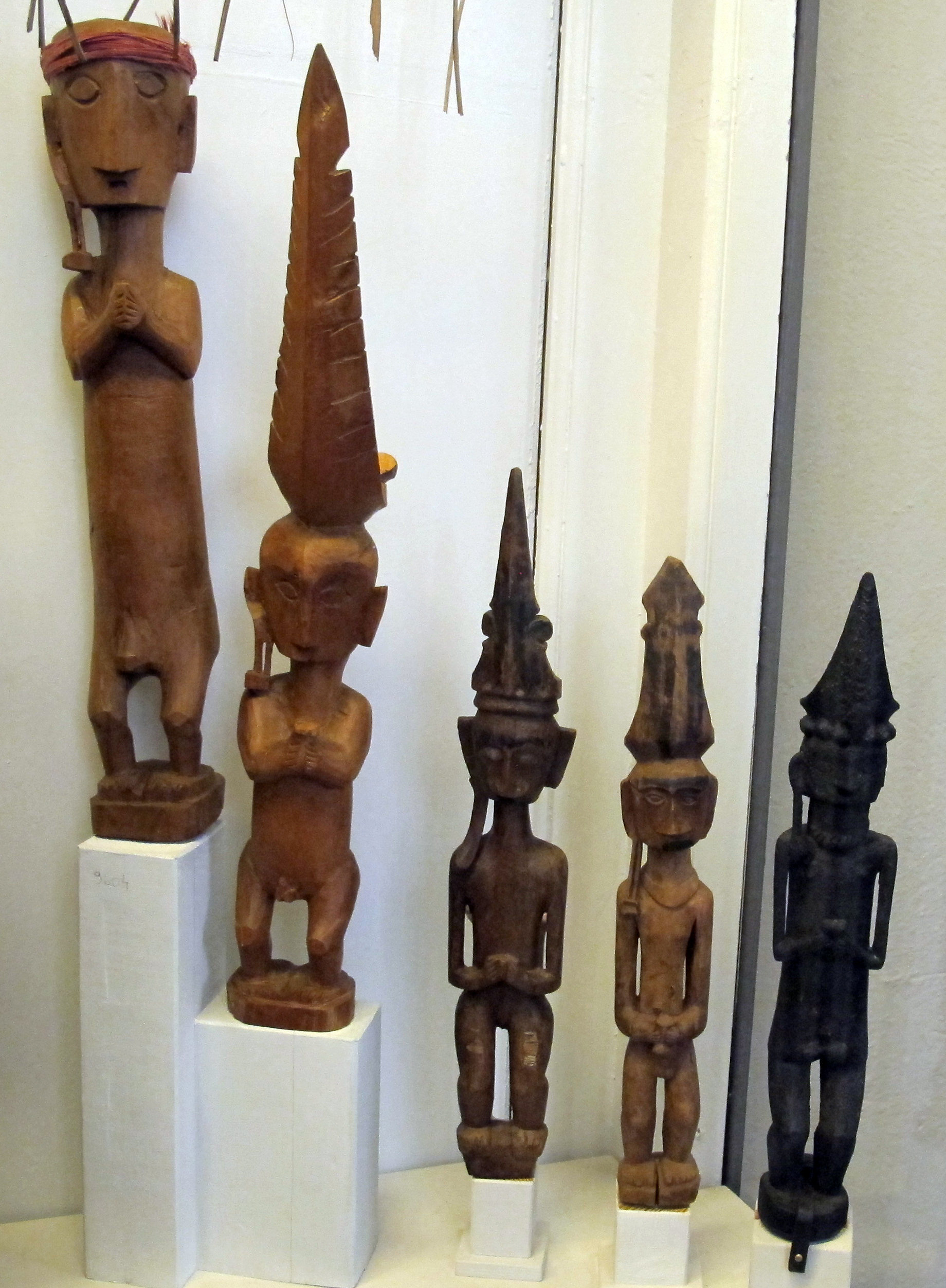
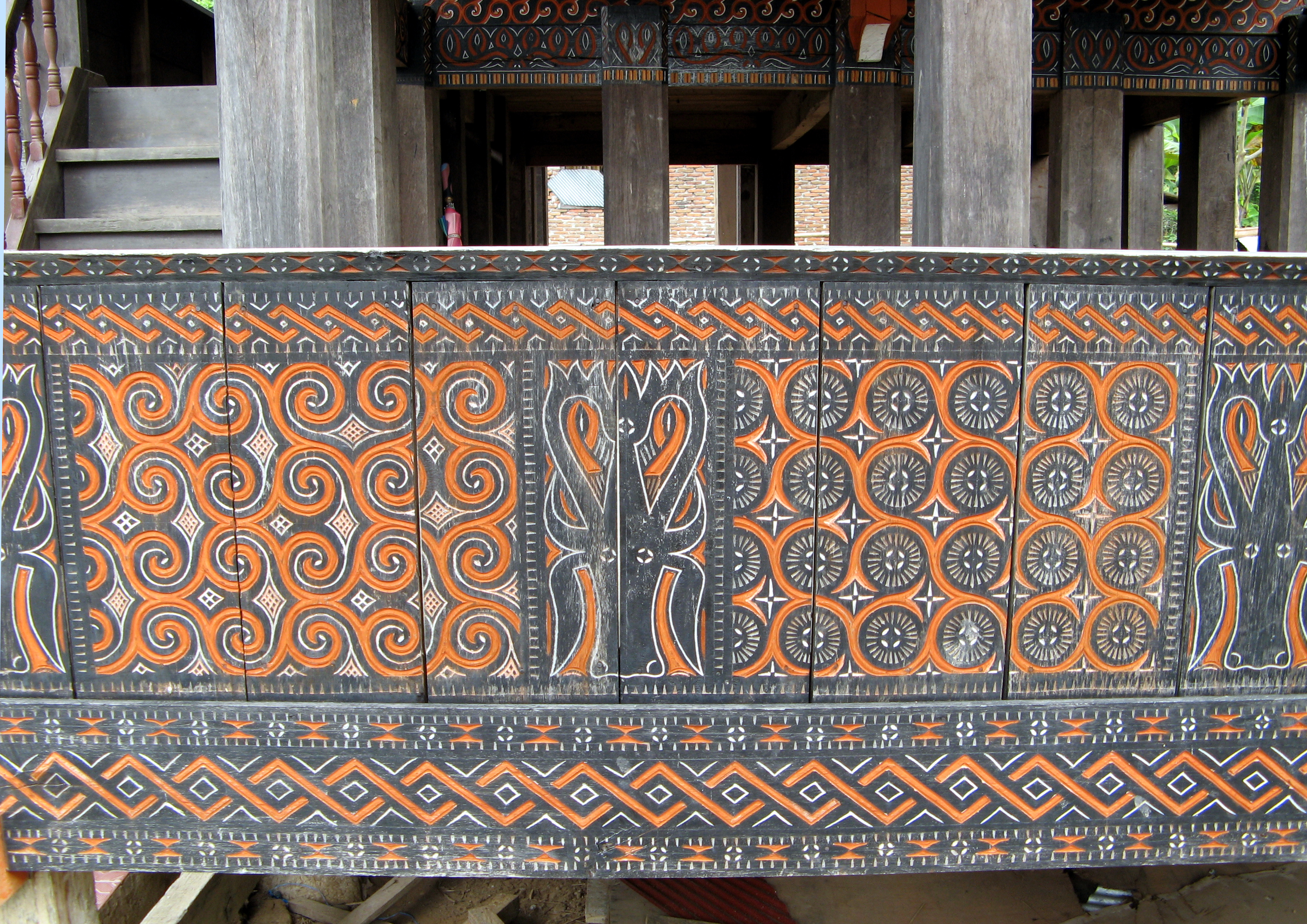
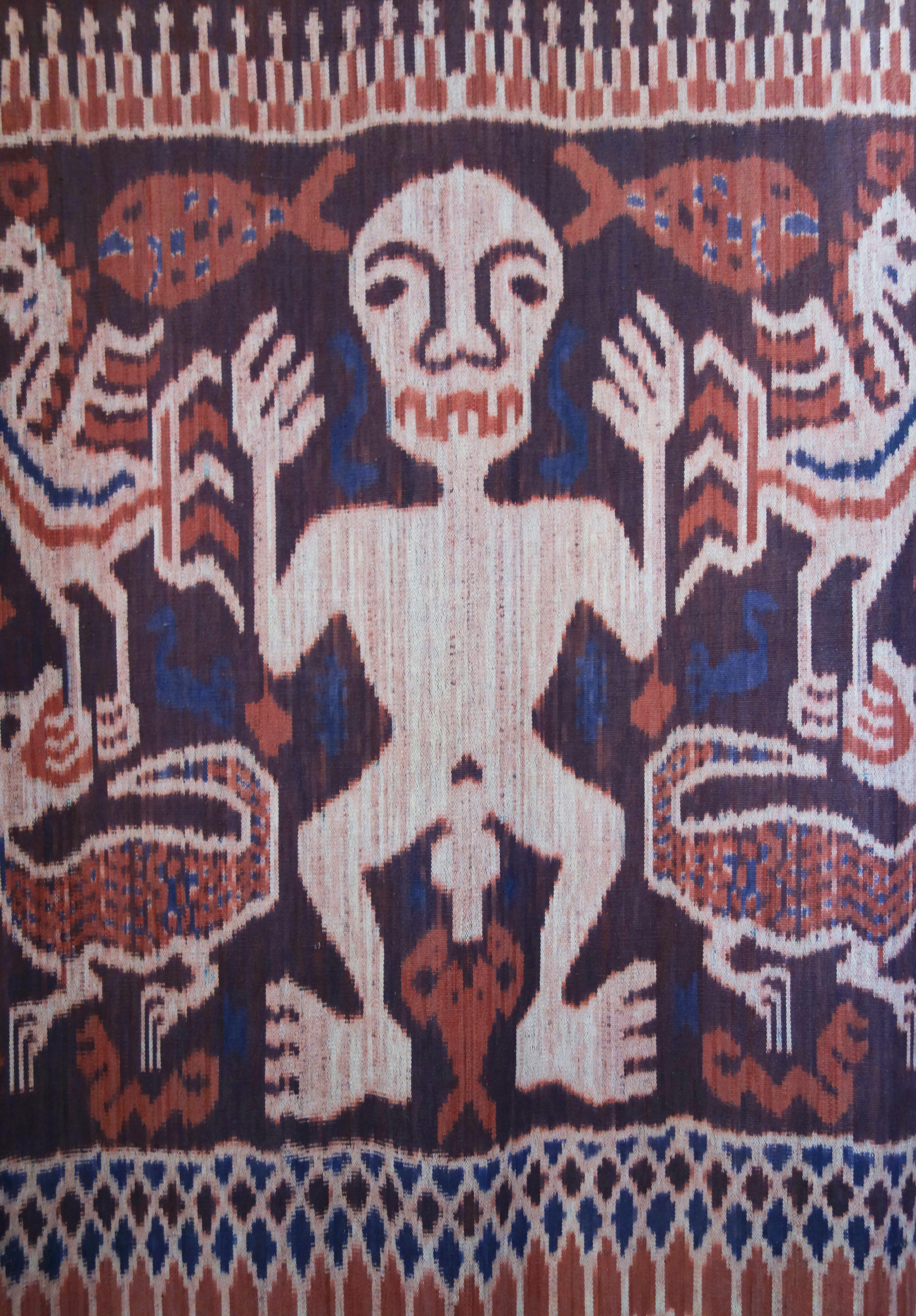
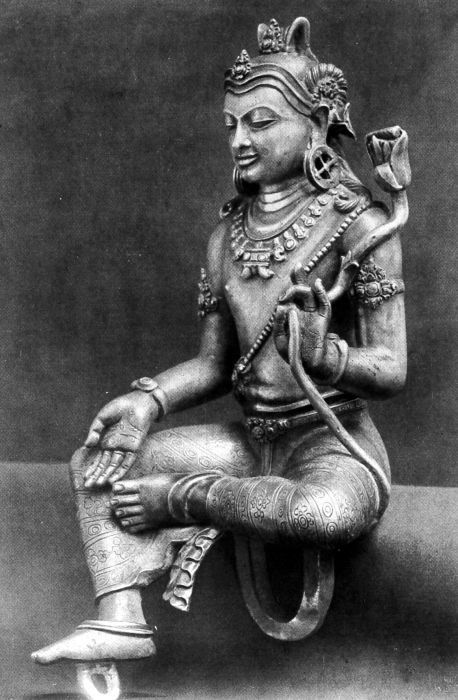
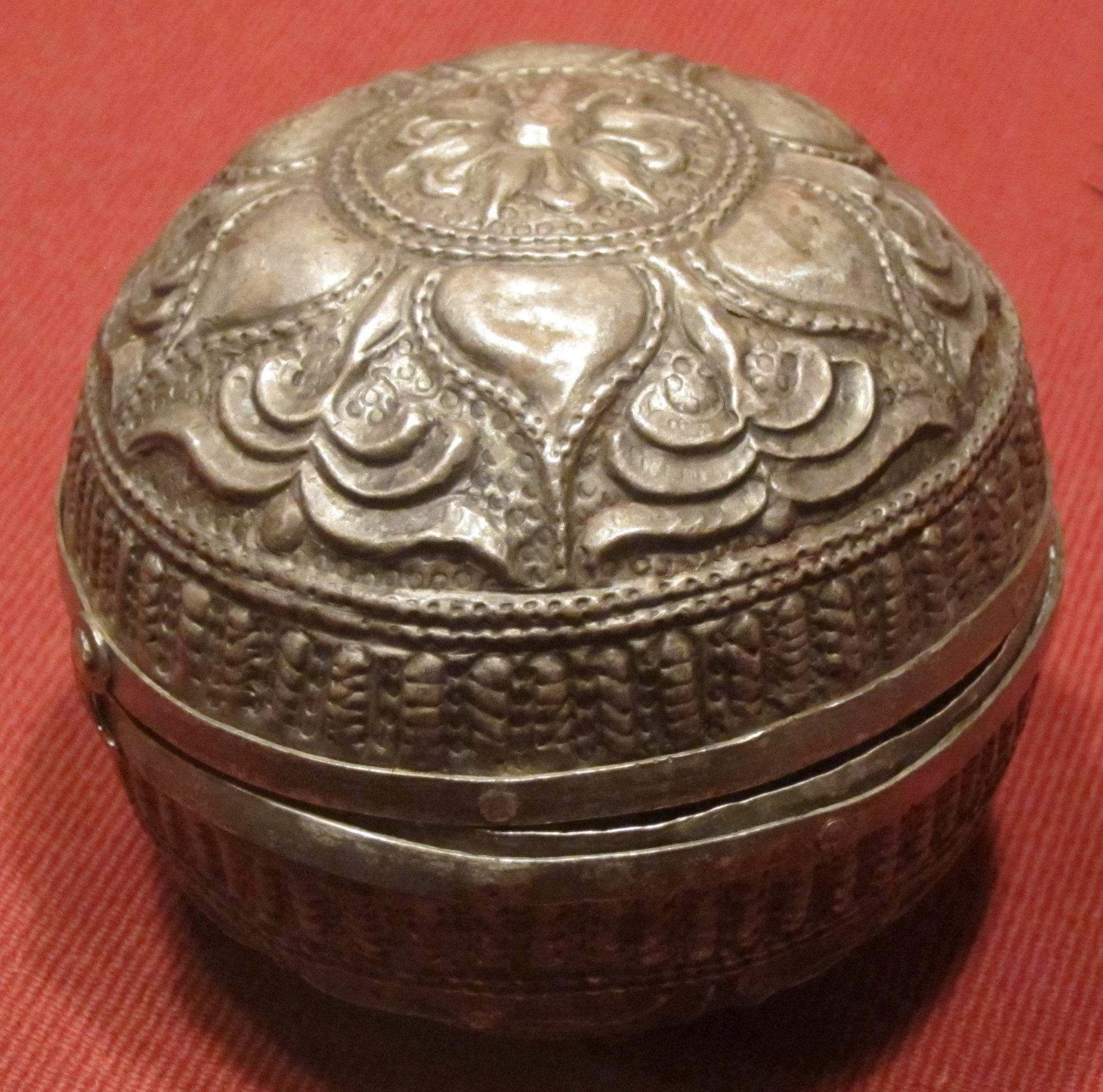
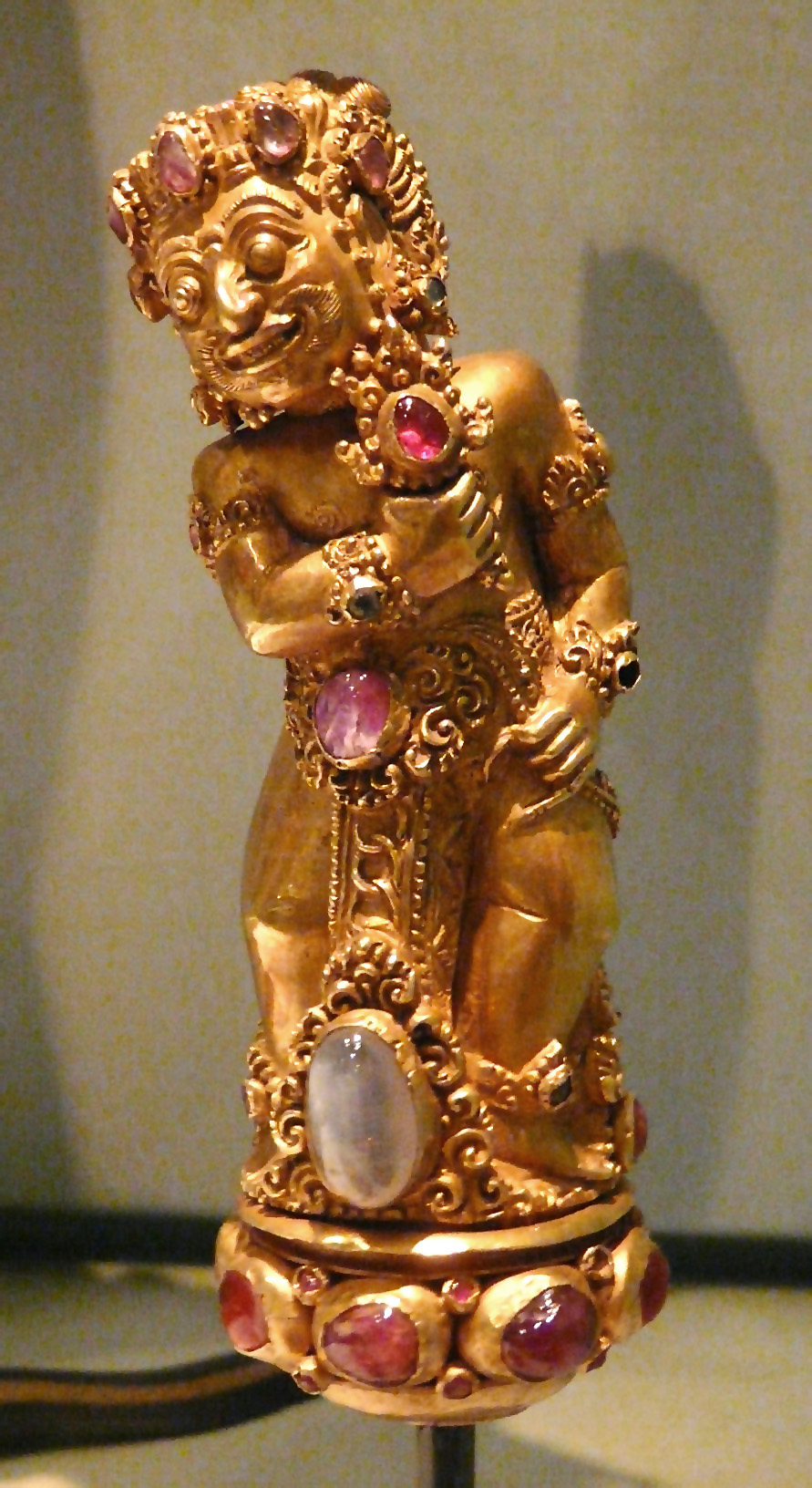
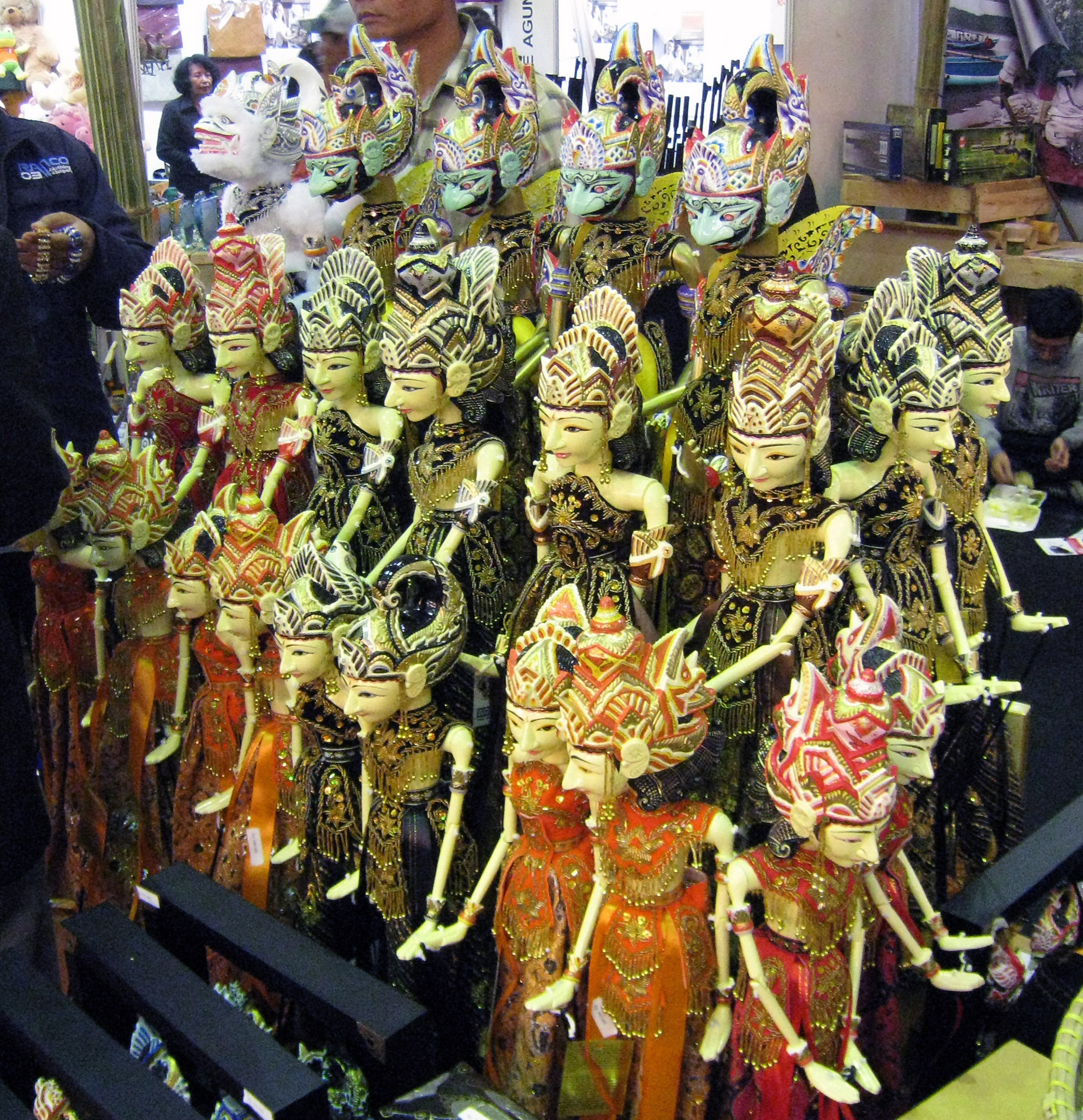
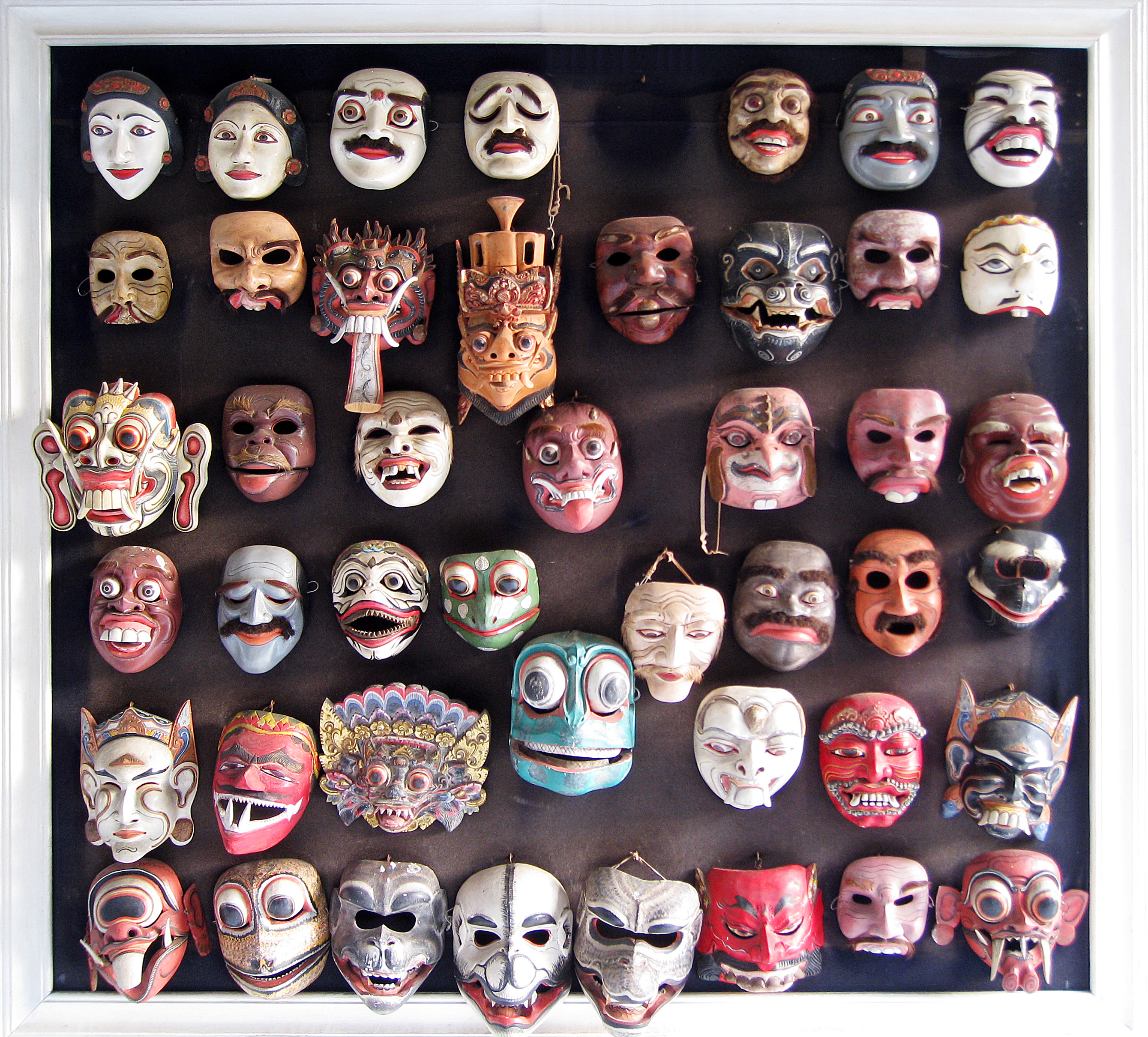
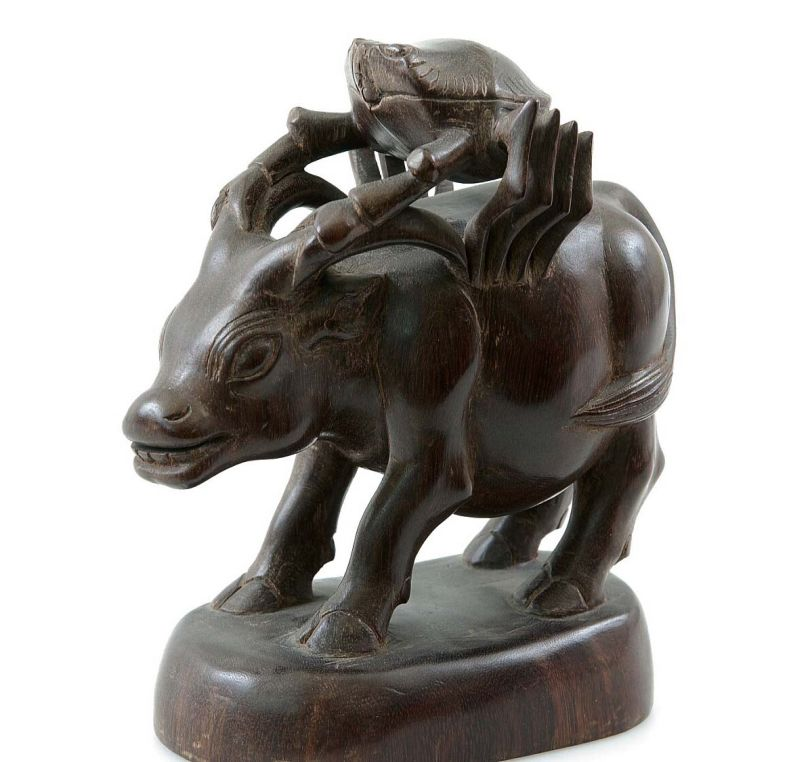
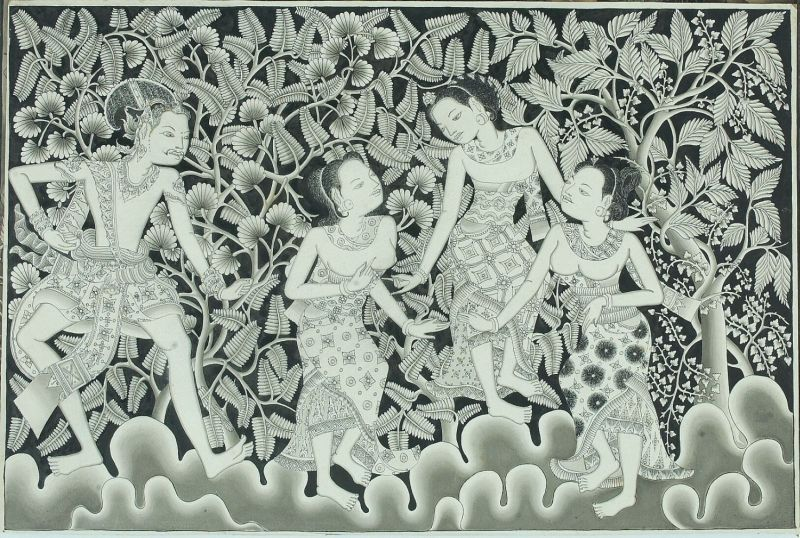
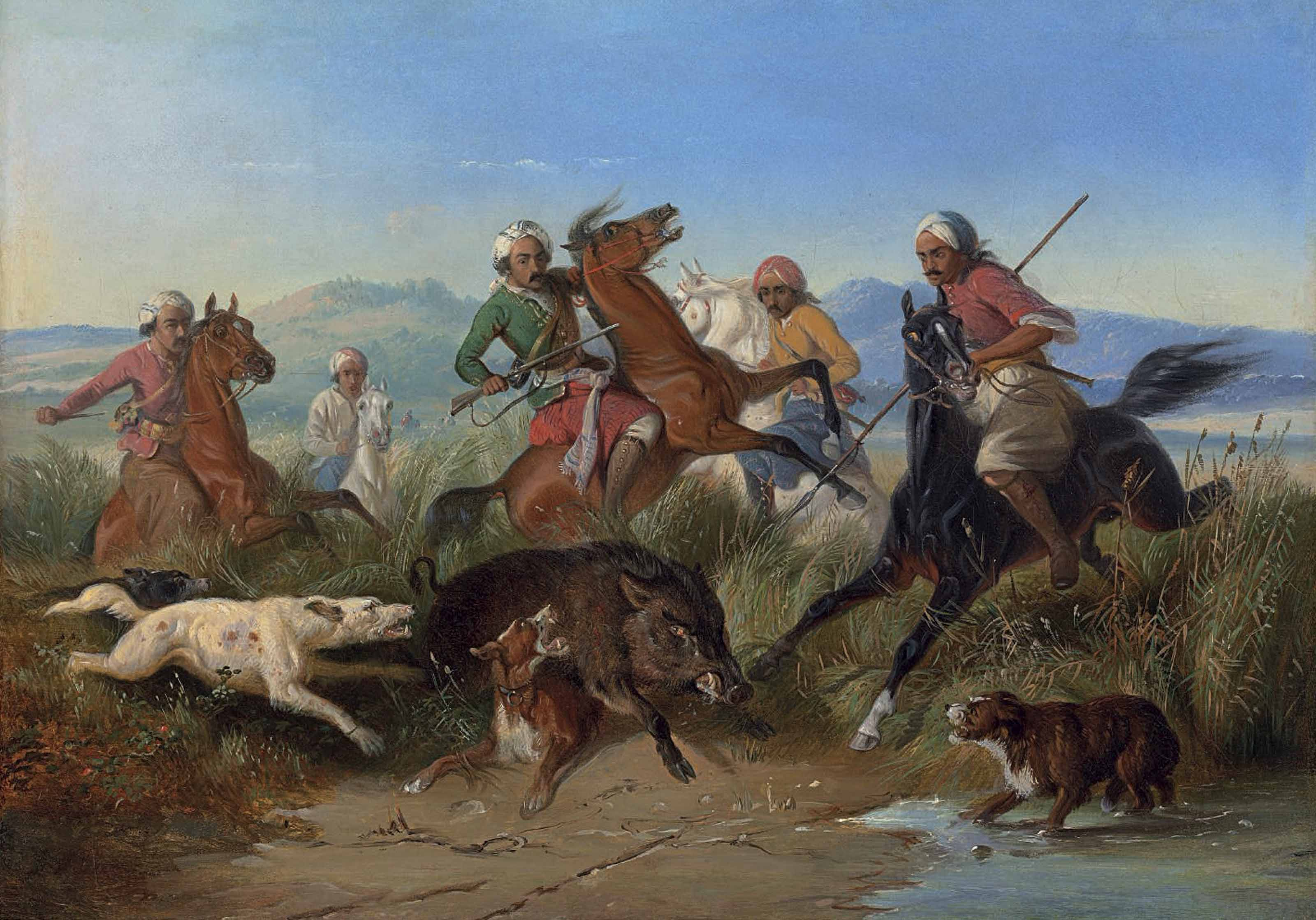